# Tysハウジングプラザ

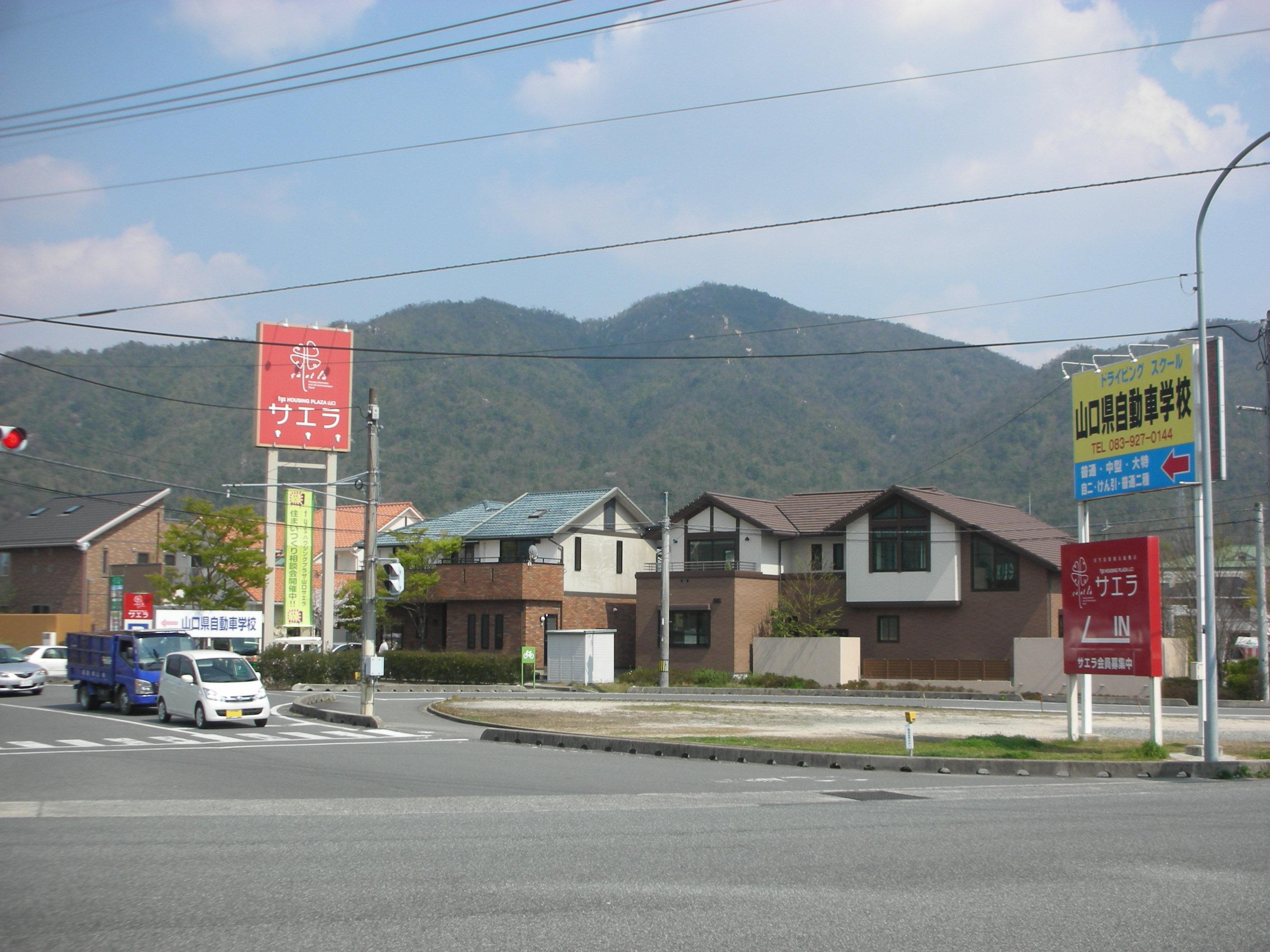
tysハウジングプラザサエラ

tysハウジングプラザは、テレビ山口 (tys) が主催する住宅展示場。山口県下に3か所存在する。

## tysハウジングプラザ山口サエラ
tys本社に近い山口市大内長野にある。愛称の「サエラ」とは、フランス語で「そこかしこ・あちらこちら」という意味。住まいと暮らしの情報がいっぱい詰まったコミュニケーションスペースをイメージしている。13社・14棟のモデルハウスが建ち並び、山口県内では最大規模の住宅展示場である。
かつては大内千坊五丁目（字山下）の山口県道21号山口防府線沿い（テレビ山口本社そば、現在ののん太鮨山口店の土地）にあった。当時は毎週土曜日17:55からPR番組が放送されていた。また、ハウジングプラザのテーマソングも作られていて、CMや、PR番組内で流されていた。
なお、開業時から1980年代中頃までの名称は「TYS住宅展」だった。

### アクセス
- 中国自動車道山口ICそば、国道262号沿い。

## tysハウジングプラザ宇部
宇部市東藤曲（藤山）にある。7社・7棟のモデルハウスが建つ。旧名称は「TYS宇部総合住宅公園 藤山会場」。

### アクセス
- 国道190号藤山交差点そば

## tys総合住宅展示場ハウジングモール新下関
下関市石原（新下関地区）のショッピングモール「コスパ」の一角にある。5社・5棟のモデルハウスが建つ。小規模のため「ハウジングプラザ」を名乗っていないが、扱いとしては同列に扱われている。

### アクセス
- 中国自動車道下関ICより車で10分。
- JR新下関駅から車で10分程度。
- サンデン交通バス「サン電子工業前」バス停下車。